# 尹興吉
尹 興吉（ユン・フンギル、1942年12月14日 - ）は大韓民国の小説家。1970年代から80年代を代表する作家であり、その作風はリアリズム主義と言われる。時代の矛盾をついた洞察力のある筆は、日本でも紹介され、注目を受ける。

## 略歴
1942年12月14日、全羅北道井邑郡市基里に生まれる。父は尹相五、母は趙玉成の2男4女の長男。1947年に裡里市に引っ越し、そこで幼少期を過ごす。朝鮮戦争では、弟が麻疹にかかって死亡し、外叔父が戦死した。このことで幼い尹の記憶にも朝鮮戦争がはっきりと残ることになる。
1957年、尹が中学生のとき、新光教会でチョ・ウォンコン牧師から洗礼を受ける。1958年、全州師範学校に進学する。当初は法律家を目指そうと考えるが、資金難のため就職のしやすい師範学校に進学したのだった。しかし、自らの希望とは異なる勉強に面白さを感じられず、「問題児」とあだ名されるほど非社会的な行動をとるようになる。そうしたことで、師範学校卒業後も教師発令が下りず、することがないので、尹は空軍技術部隊に志願入隊する。
1964年、空軍を満期除隊する。同年の12月、益山郡の春浦国民学校の教師として赴任することが決まった。しかし、尹はそこでの教師生活に馴染めなかった。そんな中、1966年1月、同じ学校の教師の一人が尹に作家になってみることを勧める。それがきっかけとなり、文学修業を始める。職場を扶安郡に移し、李相烈と文学修業を共にしたり、来蘇寺に籠ったりした。1968年、『韓国日報』新春文芸に短篇「회색 면류관의 계절 (灰色冕旒冠の季節)」が当選する。詩人鄭洋との親睦もこの年から始まる。1970年、職場が春浦国民学校に戻ると、そこで劉敬順に出会う。劉はすぐにソウルの私立学校に転任して行くが、二人は恋愛関係になり、1972年、結婚する。作家生活では、1970年、「황혼의 집」を発表、1971年には「지친 날개」「전널목 이야기」を発表し、作家として活動が本格化する。
1973年、圓光大学校国文科を卒業し、京畿道城南市の崇信女子中学校の国語教師として赴任する。しかし、そこでの教育方針が尹の教育観と衝突し、尹はすぐに崇信女子中学校を退職してしまう。そのため、経済的に苦しくなった。1975年に崔昌学の助けを得て一潮閣の編集社員として勤務することになり、生活はやっと安定するようになる。この間、作品も継続して発表し続け、文壇でも尹の名が定着し始めた。
1977年、一潮閣を退社し、専業作家として活動する。「장마 (長雨)」が日本語に翻訳されたことをきっかけに中上健次と交流をもつ。中上との交流を通して日本でも尹が知られるようになり、「黄昏の家」（東京新聞出版局）、「母」（新潮社）などが翻訳紹介される。1983年、「꿈꾸는 자의 나성」が第15回韓国創作文学賞を受賞、「에미」と「완장」が第28回現代文学賞を受賞する。
現在は韓瑞大学校の教授を務めている。

## 年譜
- 1942年12月14日、全羅北道井邑郡市基里に生まれる。
- 1949年、裡里国民学校に入学。
- 1955年、裡里洞中学校に入学。
- 1958年、全州師範学校に入学。
- 1961年、空軍に入隊。
- 1963年、父が死亡。
- 1965年、春浦国民学校の教師を務める。
- 1968年、『韓国日報』新春文芸に短篇「회색 면류관의 계절」が当選する。
- 1972年、結婚。
- 1973年、円光大学校国文科を卒業。
- 1973年、崇信女子中学校の教師を務める。
- 1975年、一潮閣の編集社員を務める。
- 1977年、韓国文学作家賞を受賞。
- 1983年、韓国創作文学賞を受賞。
- 1983年、現代文学賞を受賞。
- 2000年、21世紀文学賞を受賞。
- 2004年、大山文学賞を受賞。
- 2010年、第14回現代仏教文学賞受賞。
- 2020年、第10回朴景利文学賞受賞。

## 代表作品
- 1968年、회색 면류관의 계절(灰色冕旒冠の季節) [2][3]
- 1976年、황혼의 집(黄昏の家)
- 1977年、아홉켤레 구두로 남은 사내(9足の靴で残った男)、직선과 곡선(直線と曲線)、창백한 중년(蒼白の中年)
- 1978年、묵시의 바다(黙示の海)
- 1979年、환상의 날개(幻想の翼)、무지개는 언제 뜨는가(虹はいつできるのか)
- 1980年、순은의 넋(純銀の霊)、장마(梅雨)、내일의 경이(明日の驚異)
- 1982年、에미(母)
- 1983年、완장(腕章)、문학동네 그 옆 동네(文学町その隣の町)
- 1985年、백치의 달(白痴の月)
- 1987 年、꿈꾸는 자의 나성(夢見る人の羅城),돛대도 아니 달고(帆柱も立てずに) , 말로만 중산층(言葉だけの中産層)
- 1989年、빙청과 심홍(氷青と深紅)
- 1997年、빛 가운데로 걸어가면(光の中を歩いていくと)
- 2003年、소라단 가는 길(ソラダンに行く道)
- 2007年、비늘(うろこ)

## 日本語で読める作品
- 姜舜訳『長雨』東京新聞出版局、1979年
- 安宇植訳『黄昏の家』東京新聞出版局、1980年
- 中上健次共著『東洋に位置する』作品社、1981年
- 安宇植訳『母(エミ)』新潮社、1982年
- 安宇植訳「夢見る者の羅府」『韓国現代短編小説』新潮社、1985年
- 安宇植、神谷丹路訳『鎌』角川書店、1989年
- 白川豊訳「とてもすてきな傘いっ本」『韓国の現代文学4』柏書房、1992年